# オリンピックのフェンシング競技・男子メダリスト一覧
オリンピックのフェンシング競技・男子メダリスト一覧（オリンピックのフェンシングきょうぎ・だんしメダリストいちらん）は、1896年から2020年までのオリンピックフェンシング競技における男子メダリストの一覧である。

## 現行種目

### フルーレ個人
| 大会名                | 金                                       | 銀                                       | 銅                                           |
| --------------------- | ---------------------------------------- | ---------------------------------------- | -------------------------------------------- |
| 1896 アテネ           | ウジューヌ＝アンリ・グラヴェレット (FRA) | アンリ・カロ (FRA)                       | ペリクレス・ピエラコス＝マヴロミハリス (GRE) |
| 1900 パリ             | エミール・コステ (FRA)                   | アンリ・マソン (FRA)                     | マルセル・ブーランジェ (FRA)                 |
| 1904 セントルイス     | ラモン・フォンスト (CUB)                 | アルバートソン・ヴァン・ゾ・ポスト (CUB) | チャールズ・タッサム (CUB)                   |
| 1908 ロンドン         | 実施せず                                 | 実施せず                                 | 実施せず                                     |
| 1912 ストックホルム   | ネド・ナジ (ITA)                         | ピエトロ・スペシアル (ITA)               | リチャード・ヴァンデルバル (AUT)             |
| 1920 アントワープ     | ネド・ナジ (ITA)                         | フィリップ・カティオ (FRA)               | ロジェ・デュクレ (FRA)                       |
| 1924 パリ             | ロジェ・デュクレ (FRA)                   | フィリップ・カティオ (FRA)               | モーリス・ヴァン・ダム (BEL)                 |
| 1928 アムステルダム   | ルシアン・ゴーダン (FRA)                 | エルヴィン・カスミル (GER)               | ジュリオ・ガウディーニ (ITA)                 |
| 1932 ロサンゼルス     | グスタボ・マルジ (ITA)                   | ジョゼフ・レヴィス (USA)                 | ジュリオ・ガウディーニ (ITA)                 |
| 1936 ベルリン         | ジュリオ・ガウディーニ (ITA)             | エドゥアール・ガルデール (FRA)           | ジョルジオ・ボッチーノ (ITA)                 |
| 1948 ロンドン         | ジュアン・ブアン (FRA)                   | クリスチャン・ドリオラ (FRA)             | ラーニョ・マズレイ (HUN)                     |
| 1952 ヘルシンキ       | クリスチャン・ドリオラ (FRA)             | エドアルド・マンジャロッティ (ITA)       | マンリオ・ディ・ローザ (ITA)                 |
| 1956 メルボルン       | クリスチャン・ドリオラ (FRA)             | ジャンカルロ・ベルガミーニ (ITA)         | アントニオ・スパッリノ (ITA)                 |
| 1960 ローマ           | ビクトル・ズダノビッチ (URS)             | ユーリ・シスキン (URS)                   | アルバート・アクセルロッド (USA)             |
| 1964 東京             | ユーゴン・フランケ (POL)                 | ジャン＝クロード・マニャン (FRA)         | ダニエル・レヴィーヌ (FRA)                   |
| 1968 メキシコシティ   | イオン・ドリンバ (ROM)                   | イェノ・カムチ (HUN)                     | ダニエル・レヴィーヌ (FRA)                   |
| 1972 ミュンヘン       | ヴィトルド・ヴォイダ (POL)               | イェノ・カムチ (HUN)                     | クリスチャン・ノエル (FRA)                   |
| 1976 モントリオール   | ファビオ・ダル・ゾット (ITA)             | アレクサンドル・ロマンコフ (URS)         | ベルナール・タルバール (FRA)                 |
| 1980 モスクワ         | ウラジミール・スミルノフ (URS)           | パスカル・ジョリオー (FRA)               | アレクサンドル・ロマンコフ (URS)             |
| 1984 ロサンゼルス     | マウロ・ヌマ (ITA)                       | マティアス・ベーア (FRG)                 | ステファノ・チェリオーニ (ITA)               |
| 1988 ソウル           | ステファノ・チェリオーニ (ITA)           | ウド・ワグナー (GDR)                     | アレクサンドル・ロマンコフ (URS)             |
| 1992 バルセロナ       | フィリップ・オムネ (FRA)                 | セルゲイ・ゴルビツキー (EUN)             | エルビス・グレゴリー (CUB)                   |
| 1996 アトランタ       | アレッサンドロ・プッチーニ (ITA)         | リオネル・プリュムナイル (FRA)           | フランク・ボワダン (FRA)                     |
| 2000 シドニー         | 金永浩 (KOR)                             | ラルフ・ビスドルフ (GER)                 | ドミトリー・シェフチェンコ (RUS)             |
| 2004 アテネ           | ブリス・ビヤール (FRA)                   | サルバトーレ・サンツォ (ITA)             | アンドレア・カッサーラ (ITA)                 |
| 2008 北京             | ベンヤミン・クライブリンク (GER)         | 太田雄貴 (JPN)                           | サルバトーレ・サンツォ (ITA)                 |
| 2012 ロンドン         | 雷声 (CHN)                               | アラエルディン・アブエルカセム (EGY)     | 崔秉哲 (KOR)                                 |
| 2016 リオデジャネイロ | ダニエレ・ガロッツォ (ITA)               | アレクサンダー・マシアラス (USA)         | ティムール・サフィン (RUS)                   |
| 2020 東京             | 張家朗 香港 (HKG)                        | ダニエレ・ガロッツォ イタリア (ITA)      | アレクサンデル・ホウペニトフ チェコ (CZE)    |
| 2024 パリ             | 張家朗 香港 (HKG)                        | フィリッポ・マッキ イタリア (ITA)        | ニック・イトキン アメリカ合衆国 (USA)        |

### フルーレ団体
| 大会名                | 金                                                                                                   | 銀                                                                                             | 銅 |
| --------------------- | --- | ---------------------------------------------------------------------------------------------- | --- |
| 1904 セントルイス     | 混合チーム                                                                                           | アメリカ合衆国                                                                                 | 該当チームなし |
| 1908–1912             | 実施せず                                                                                             | 実施せず                                                                                       | 実施せず |
| 1920 アントワープ     | イタリア                                                                                             | フランス                                                                                       | アメリカ合衆国 |
| 1924 パリ             | フランス                                                                                             | ベルギー                                                                                       | ハンガリー |
| 1928 アムステルダム   | イタリア                                                                                             | フランス                                                                                       | アルゼンチン |
| 1932 ロサンゼルス     | フランス                                                                                             | イタリア                                                                                       | アメリカ合衆国 |
| 1936 ベルリン         | イタリア                                                                                             | フランス                                                                                       | ドイツ |
| 1948 ロンドン         | フランス                                                                                             | イタリア                                                                                       | ベルギー |
| 1952 ヘルシンキ       | フランス                                                                                             | イタリア                                                                                       | ハンガリー |
| 1956 メルボルン       | イタリア                                                                                             | フランス                                                                                       | ハンガリー |
| 1960 ローマ           | ソビエト連邦                                                                                         | イタリア                                                                                       | 東西統一ドイツ |
| 1964 東京             | ソビエト連邦                                                                                         | ポーランド                                                                                     | フランス |
| 1968 メキシコシティ   | フランス                                                                                             | ソビエト連邦                                                                                   | ポーランド |
| 1972 ミュンヘン       | ポーランド                                                                                           | ソビエト連邦                                                                                   | フランス |
| 1976 モントリオール   | 西ドイツ                                                                                             | イタリア                                                                                       | フランス |
| 1980 モスクワ         | フランス                                                                                             | ソビエト連邦                                                                                   | ポーランド |
| 1984 ロサンゼルス     | イタリア                                                                                             | 西ドイツ                                                                                       | フランス |
| 1988 ソウル           | ソビエト連邦                                                                                         | 西ドイツ                                                                                       | ハンガリー |
| 1992 バルセロナ       | ドイツ                                                                                               | キューバ                                                                                       | ポーランド |
| 1996 アトランタ       | ロシア                                                                                               | ポーランド                                                                                     | キューバ |
| 2000 シドニー         | フランス ジャン＝ノエル・フェラーリ ブリス・ギヤール パトリス・ローテイエル リオネル・プリュムナイル | 中国 董兆致 王海濱 葉沖 張傑                                                                   | イタリア ダニエレ・クロスタ ガブリエーレ・マニ サルバトーレ・サンツォ マッテオ・ツェナーロ                         |
| 2004 アテネ           | イタリア シモーネ・バニ サルヴァトーレ・サンツォ アンドレア・カッサーラ                              | 中国 呉漢雄 王海濱 董兆致 葉沖                                                                 | ロシア レナル・ガネエフ ルスラン・ナシブーリネ ユーリ・モルチャン ビャチェスラフ・ポズニャコフ                     |
| 2008 北京             | 実施せず                                                                                             | 実施せず                                                                                       | 実施せず |
| 2012 ロンドン         | イタリア バレリオ・アスプロモンテ アンドレア・バルディニ アンドレア・カッサーラ ジョルジョ・アボラ   | 日本 千田健太 三宅諒 太田雄貴 淡路卓                                                           | ドイツ セバスチャン・バハマン ペーター・ヨピッヒ ベンヤミン・クライブリンク アンドレ・ウェセルス                   |
| 2016 リオデジャネイロ | ロシア ティムル・サフィン アレクセイ・チェレミシノフ アルトゥール・アフマトフジン                    | フランス エンゾ・ルフォール ジェレミー・カド エロワン・ル＝ペシュー ジャン＝ポル・トニ・エリセ | アメリカ合衆国 マイルス・チェムリー＝ワトソン アレクサンダー・マシアラス ゲレク・マインハート レース・インボーデン |
| 2020 東京             | フランス エルワン・ル ペシュー ジュリアン・メルティヌ マキシム・ポティ                               | ROC アントン・ボロダチェフ ウラジスラフ・ミルニコフ キリル・ボロダチェフ ティムール・サフィン  | アメリカ合衆国 アレクサンダー・マシアラス ゲレク・マインハート ニック・イトキン レース・イムボーデン               |

### エペ個人
| 大会名                | 金                                        | 銀                                    | 銅                                        |
| --------------------- | ----------------------------------------- | ------------------------------------- | ----------------------------------------- |
| 1900 パリ             | ラモン・フォンスト (CUB)                  | ルイス・ペルレー (FRA)                | レオン・セー (FRA)                        |
| 1904 セントルイス     | ラモン・フォンスト (CUB)                  | チャールズ・タッサム (CUB)            | アルバートソン・ヴァン・ゾ・ポスト (CUB)  |
| 1908 ロンドン         | ガストン・アリベール (FRA)                | アレクサンドル・リップマン (FRA)      | ウジェーヌ・オリヴィエ (FRA)              |
| 1912 ストックホルム   | ポール・アンスパッハ (BEL)                | イヴァン・オシール (DEN)              | フィリップ・ル・ハーディ (BEL)            |
| 1920 アントワープ     | アルマール・マッサール (FRA)              | アレクサンドル・リップマン (FRA)      | グスタフ・ブシャール (FRA)                |
| 1924 パリ             | シャルル・デルポルテ (BEL)                | ロジェ・デュクレ (FRA)                | ニルス・ヘルステン (SWE)                  |
| 1928 アムステルダム   | ルシアン・ゴーダン (FRA)                  | ジョルジュ・ブシャール (FRA)          | ジョージ・カルナン (USA)                  |
| 1932 ロサンゼルス     | ジャンカルロ・コルナッジャ=メディチ (ITA) | ジョルジュ・ブシャール (FRA)          | カルロ・アゴスティーニ (ITA)              |
| 1936 ベルリン         | フランコ・リカルディ (ITA)                | サヴェリオ・ラーニョ (ITA)            | ジャンカルロ・コルナッジャ=メディチ (ITA) |
| 1948 ロンドン         | ルイージ・カントーネ (ITA)                | オズワルド・ザペッリ (SUI)            | エドアルド・マンジャロッティ (ITA)        |
| 1952 ヘルシンキ       | エドアルド・マンジャロッティ (ITA)        | ダリオ・マンジャロッティ (ITA)        | オズワルド・ザペッリ (SUI)                |
| 1956 メルボルン       | カルロ・パヴィーシ (ITA)                  | ジュゼッペ・デルフィノ (ITA)          | エドアルド・マンジャロッティ (ITA)        |
| 1960 ローマ           | ジュゼッペ・デルフィノ (ITA)              | アラン・ジェイ (GBR)                  | ブルーノ・ハバロフ (URS)                  |
| 1964 東京             | グリゴリー・クリス (URS)                  | ヘンリー・ホスキンス (GBR)            | グラム・コスタバ (URS)                    |
| 1968 メキシコシティ   | クルチャール・ジェーゼー (HUN)            | グリゴリー・クリス (URS)              | ジャンルイージ・サッカーロ (ITA)          |
| 1972 ミュンヘン       | フェンベシ・チャバ (HUN)                  | ジャケ・ラ・デジェルリエ (FRA)        | クルチャール・ジェーゼー (HUN)            |
| 1976 モントリオール   | アレクサンダー・プシュ (FRG)              | ユルゲン・ヘーン (FRG)                | クルチャール・ジェーゼー (HUN)            |
| 1980 モスクワ         | ヨハン・ハーメンベリ (SWE)                | エルネー・コルツォナイ (HUN)          | フィリップ・リボー (FRA)                  |
| 1984 ロサンゼルス     | フィリップ・ボワッセ (FRA)                | ビャルネ・ベゴー (SWE)                | フィリップ・リボー (FRA)                  |
| 1988 ソウル           | アルント・シュミット (FRG)                | フィリップ・リボー (FRA)              | アンドレイ・シュバロフ (URS)              |
| 1992 バルセロナ       | エリック・スレッキ (FRA)                  | パベル・コロブコフ (EUN)              | ジャン・ミッシェル・ヘンリー (FRA)        |
| 1996 アトランタ       | アレクサンドル・ベクトフ (RUS)            | イヴァン・トレベホ (CUB)              | ゲーザ・イムレ (HUN)                      |
| 2000 シドニー         | パベル・コロブコフ (RUS)                  | ユーグ・オブリー (FRA)                | 李相箕 (KOR)                              |
| 2004 アテネ           | マルセル・フィッシャー (SUI)              | 王磊 (CHN)                            | パベル・コロブコフ (RUS)                  |
| 2008 北京             | マッテオ・タリアリオル (ITA)              | ファブリス・ジャネ (FRA)              | ホセ・ルイス・アバホ (ESP)                |
| 2012 ロンドン         | ルーベン・リマルド (VEN)                  | バルトシュ・ピアセツキ (NOR)          | 鄭真善 (KOR)                              |
| 2016 リオデジャネイロ | 朴相泳 (KOR)                              | ゲーザ・イムレ (HUN)                  | ゴティエ・グルミエ (FRA)                  |
| 2020 東京             | ロマン・カノヌ フランス (FRA)             | ゲルゲリー・シクロシ ハンガリー (HUN) | イーゴリ・レイズリン ウクライナ (UKR)     |

### エペ団体
| 大会名                | 金                                                                                                 | 銀 | 銅                                                                                                   |
| --------------------- | -------------------------------------------------------------------------------------------------- | --- | --- |
| 1908 ロンドン         | フランス                                                                                           | イギリス                                                                                                 | ベルギー                                                                                             |
| 1912 ストックホルム   | ベルギー                                                                                           | イギリス                                                                                                 | オランダ                                                                                             |
| 1920 アントワープ     | イタリア                                                                                           | ベルギー                                                                                                 | フランス                                                                                             |
| 1924 パリ             | フランス                                                                                           | ベルギー                                                                                                 | イタリア                                                                                             |
| 1928 アムステルダム   | イタリア                                                                                           | フランス                                                                                                 | ポルトガル                                                                                           |
| 1932 ロサンゼルス     | フランス                                                                                           | イタリア                                                                                                 | アメリカ合衆国                                                                                       |
| 1936 ベルリン         | イタリア                                                                                           | スウェーデン                                                                                             | フランス                                                                                             |
| 1948 ロンドン         | フランス                                                                                           | イタリア                                                                                                 | スウェーデン                                                                                         |
| 1952 ヘルシンキ       | イタリア                                                                                           | スウェーデン                                                                                             | スイス                                                                                               |
| 1956 メルボルン       | イタリア                                                                                           | ハンガリー                                                                                               | フランス                                                                                             |
| 1960 ローマ           | イタリア                                                                                           | イギリス                                                                                                 | ソビエト連邦                                                                                         |
| 1964 東京             | ハンガリー                                                                                         | イタリア                                                                                                 | フランス                                                                                             |
| 1968 メキシコシティ   | ハンガリー                                                                                         | ソビエト連邦                                                                                             | ポーランド                                                                                           |
| 1972 ミュンヘン       | ハンガリー                                                                                         | スイス                                                                                                   | ソビエト連邦                                                                                         |
| 1976 モントリオール   | スウェーデン                                                                                       | 西ドイツ                                                                                                 | スイス                                                                                               |
| 1980 モスクワ         | フランス                                                                                           | ポーランド                                                                                               | ソビエト連邦                                                                                         |
| 1984 ロサンゼルス     | 西ドイツ                                                                                           | フランス                                                                                                 | イタリア                                                                                             |
| 1988 ソウル           | フランス                                                                                           | 西ドイツ                                                                                                 | ソビエト連邦                                                                                         |
| 1992 バルセロナ       | ドイツ                                                                                             | ハンガリー                                                                                               | EUN                                                                                                  |
| 1996 アトランタ       | イタリア                                                                                           | ロシア                                                                                                   | フランス                                                                                             |
| 2000 シドニー         | イタリア アンジェロ・マッツォーニ パオロ・ミラノーリ マウリツィオ・ランダッツォ アルフレッド・ロタ | フランス ジャン＝フランソワ・ディ・マルティノ ロベール・ルルー ユーグ・オブリー エリック・スレッキ       | キューバ ネルソン・ロヨラ カンディード・アルベルト・マヤ カルロス・ペドロソ イヴァン・トレベホ       |
| 2004 アテネ           | フランス ユーグ・オブリー エリック・ボワッセ ファブリス・ジャネ ジェローム・ジャネ                 | ハンガリー ガーボル・ボチコー イバーン・コバーチ ゲーザ・イムレ クリスチャーン・クルシャー               | ドイツ ダニエル・シュトリゲル スフェン・シュミット イェルク・フィードラー                            |
| 2008 北京             | フランス ファブリス・ジャネ ジェローム・ジャネ ウルリク・ロベイリ                                  | ポーランド ロベルト・アンディエユク トマシュ・モティカ アダム・ウェルチョヒ ラドスラフ・ザウォロトニアク | イタリア ステファノ・カロッツォ ディエゴ・コンファロニエリ アルフレッド・ロタ マッテオ・タリアリオル |
| 2012 ロンドン         | 実施せず                                                                                           | 実施せず                                                                                                 | 実施せず                                                                                             |
| 2016 リオデジャネイロ | フランス ゴティエ・グルミエ ヤニック・ボレル ダニエル・ジェロン ジャン＝ミシェル・リュセネ         | イタリア エンリコ・ガロッツォ マルコ・フィケラ パオロ・ピッツォ アンドレア・サンタレッリ                 | ハンガリー ゲーザ・イムレ ボッツコォ・ガーボル レドリ・アンドラーシュ ソムファイ・ペーテル           |
| 2020 東京             | 日本 加納虹輝 見延和靖 山田優 宇山賢                                                               | ROC セルゲイ・ビダ セルゲイ・ホドス パベル・スホフ ニキータ・グラスコフ                                  | 韓国 パク・サンヨン マ・セゴン ソン・ジェホ クォン・ヨンジュン                                       |

### サーブル個人
| 大会名                | 金                                   | 銀                               | 銅                                           |
| --------------------- | ------------------------------------ | -------------------------------- | -------------------------------------------- |
| 1896 アテネ           | イオアニス・ゲオルギアディス (GRE)   | テレマホス・カラカロス (GRE)     | ホルガー・ニールセン (DEN)                   |
| 1900 パリ             | ジョルジュ・ド・ラ・ファレーズ (FRA) | レオン・ティエボー (FRA)         | ジークフリート・フレッシュ (AUT)             |
| 1904 セントルイス     | マヌエル・ディアス (CUB)             | ウィリアム・グレーブ (USA)       | アルバートソン・ヴァン・ゾ・ポスト (CUB)     |
| 1908 ロンドン         | イェネー・フックス (HUN)             | ベーラ・ズラウスキー (HUN)       | ヴィレム・ゴッポルド・デ・ロブスドルフ (BOH) |
| 1912 ストックホルム   | イェネー・フックス (HUN)             | ベーラ・ベケシー (HUN)           | メーサーロシュ・エルヴィン (HUN)             |
| 1920 アントワープ     | ネド・ナジ (ITA)                     | アルド・ナジ (ITA)               | アドリアヌス・デ・ヨング (NED)               |
| 1924 パリ             | ポーシュタ・シャーンドル (HUN)       | ロジェ・デュクレ (FRA)           | ガライ・ヤーノシュ (HUN)                     |
| 1928 アムステルダム   | オデン・テルズチャンスキー (HUN)     | アッティラ・ピッチャウアー (HUN) | ビノ・ビニ (ITA)                             |
| 1932 ロサンゼルス     | ジョルジ・ピラー (HUN)               | ジュリオ・ガウディーニ (ITA)     | カボシュ・エンドレ (HUN)                     |
| 1936 ベルリン         | カボシュ・エンドレ (HUN)             | グスタボ・マルジ (ITA)           | アラダー・ゲレビッチ (HUN)                   |
| 1948 ロンドン         | アラダー・ゲレビッチ (HUN)           | ヴィンチェンツォ・ピントン (ITA) | コヴァーチ・パール (HUN)                     |
| 1952 ヘルシンキ       | コヴァーチ・パール (HUN)             | アラダー・ゲレビッチ (HUN)       | ティボール・ベルツェリー (HUN)               |
| 1956 メルボルン       | カールパーティ・ルドルフ (HUN)       | イェジー・パウロフスキー (POL)   | レフ・クズネツォフ (URS)                     |
| 1960 ローマ           | カールパーティ・ルドルフ (HUN)       | ゾルタン・ホルバート (HUN)       | ウラディミーロ・カラレーゼ (ITA)             |
| 1964 東京             | ページャ・ティボル (HUN)             | クロード・アラボ (FRA)           | ウミャル・マブリカノフ (URS)                 |
| 1968 メキシコシティ   | イェジー・パウロフスキー (POL)       | マルク・ラキータ (URS)           | ページャ・ティボル (HUN)                     |
| 1972 ミュンヘン       | ビクトル・シドヤック (URS)           | マロス・ペーテル (HUN)           | ウラジーミル・ナズリモフ (URS)               |
| 1976 モントリオール   | ビクトル・クロホープスコフ (URS)     | ウラジーミル・ナズリモフ (URS)   | ビクトル・シドヤック (URS)                   |
| 1980 モスクワ         | ビクトル・クロボプスコフ (URS)       | ミハイル・ブルツェフ (URS)       | イムレ・ゲデバーリ (HUN)                     |
| 1984 ロサンゼルス     | ジャン＝フランソワ・ラムール (FRA)   | マルコ・マリン (ITA)             | ピーター・ウェストブルック (USA)             |
| 1988 ソウル           | ジャン＝フランソワ・ラムール (FRA)   | ヤヌス・オレフ (POL)             | ジョヴァンニ・スカルツォ (ITA)               |
| 1992 バルセロナ       | ベンツェ・サボー (HUN)               | マルコ・マリン (ITA)             | ジャン＝フランソワ・ラムール (FRA)           |
| 1996 アトランタ       | スタニスラフ・ポツニャコフ (RUS)     | セルゲイ・チャリコフ (RUS)       | ダミアン・トゥイヤ (FRA)                     |
| 2000 シドニー         | ミハイ・コバリウ (ROM)               | マチュー・グルデン (FRA)         | ヴィラデッヘ・コートニー (GER)               |
| 2004 アテネ           | アルド・モンタノ (ITA)               | ジョルト・ネムチク (HUN)         | ウラディスラフ・トレチャク (UKR)             |
| 2008 北京             | 仲満 (CHN)                           | ニコラ・ロペス (FRA)             | ミハイ・コバリウ (ROM)                       |
| 2012 ロンドン         | アーロン・シラーギ (HUN)             | ディエゴ・オッキウツィ (ITA)     | ニコライ・コワレフ (RUS)                     |
| 2016 リオデジャネイロ | アーロン・シラーギ (HUN)             | ダリル・ホーマー (USA)           | 金政煥 (KOR)                                 |
| 2020 東京             | アーロン・シラーギ (HUN)             | ルイジ・セメレ (ITA)             | 金政煥 (KOR)                                 |

### サーブル団体
| 大会名                | 金 | 銀 | 銅 |
| --------------------- | --- | --- | --- |
| 1908 ロンドン         | ハンガリー                                                                                             | イタリア | ボヘミア                                                                                                 |
| 1912 ストックホルム   | ハンガリー                                                                                             | オーストリア | オランダ                                                                                                 |
| 1920 アントワープ     | イタリア                                                                                               | フランス | オランダ                                                                                                 |
| 1924 パリ             | イタリア                                                                                               | ハンガリー | オランダ                                                                                                 |
| 1928 アムステルダム   | ハンガリー                                                                                             | イタリア | ポーランド                                                                                               |
| 1932 ロサンゼルス     | ハンガリー                                                                                             | イタリア | ポーランド                                                                                               |
| 1936 ベルリン         | ハンガリー                                                                                             | イタリア | ドイツ                                                                                                   |
| 1948 ロンドン         | ハンガリー                                                                                             | イタリア | アメリカ合衆国                                                                                           |
| 1952 ヘルシンキ       | ハンガリー                                                                                             | イタリア | フランス                                                                                                 |
| 1956 メルボルン       | ハンガリー                                                                                             | ポーランド | ソビエト連邦                                                                                             |
| 1960 ローマ           | ハンガリー                                                                                             | ポーランド | イタリア                                                                                                 |
| 1964 東京             | ソビエト連邦                                                                                           | イタリア | ポーランド                                                                                               |
| 1968 メキシコシティ   | ソビエト連邦                                                                                           | イタリア | ハンガリー                                                                                               |
| 1972 ミュンヘン       | イタリア                                                                                               | ソビエト連邦 | ハンガリー                                                                                               |
| 1976 モントリオール   | ソビエト連邦                                                                                           | イタリア | ルーマニア                                                                                               |
| 1980 モスクワ         | ソビエト連邦                                                                                           | イタリア | ハンガリー                                                                                               |
| 1984 ロサンゼルス     | イタリア                                                                                               | フランス | ルーマニア                                                                                               |
| 1988 ソウル           | ハンガリー                                                                                             | ソビエト連邦 | イタリア                                                                                                 |
| 1992 バルセロナ       | EUN | ハンガリー | フランス                                                                                                 |
| 1996 アトランタ       | ロシア                                                                                                 | ハンガリー | イタリア                                                                                                 |
| 2000 シドニー         | ロシア セルゲイ・チャリコフ アレクセイ・ディアチェンコ アレクセイ・フロシネ スタニスラフ・ポツニャコフ | フランス マチュー・グルデン ジュリアン・ピエー セドリック・スガン ダミアン・トゥイヤ                             | ドイツ デニス・バウアー ヴィラデッヘ・コートニー エーロ・レーマン アレクサンデル・ヴェバー               |
| 2004 アテネ           | フランス ガエル・トゥイヤ ジュリアン・ピエー ダミアン・トゥイヤ                                        | イタリア ジャンピエロ・パストーレ アルド・モンタノ ルイジ・タランティーノ                                        | ロシア アレクセイ・ディアチェンコ セルゲイ・チャリコフ スタニスラフ・ポツニャコフ アレクセイ・ヤキメンコ |
| 2008 北京             | フランス ジュリアン・ピレ ボリス・サンソン ニコラ・ロペス                                              | アメリカ合衆国 ティム・モアハウス ジェーソン・ロジャース キース・スマート ジェームズ・レイマン・ウィリアムズ     | イタリア アルド・モンタノ ジャンピエロ・パストーレ ルイジ・タランティーノ ディエゴ・オッキウツィ         |
| 2012 ロンドン         | 韓国 具本佶 金政煥 元禹寧 呉恩錫                                                                       | ルーマニア ティベリウ・ドルニセアヌ ラレシュ・ドゥミトレスク ティベリウ・ドルニセアヌ アレクサンドル・シリテアヌ | イタリア アルド・モンタノ ディエゴ・オッキウツィ ルイジ・タランティーノ ルイジ・セメレ                   |
| 2016 リオデジャネイロ | 五輪リハーサル大会として実施                                                                           | 五輪リハーサル大会として実施                                                                                     | 五輪リハーサル大会として実施                                                                             |
| 2020 東京             | 韓国 オ・サンウク キム・ジュンホ キム・ジョンファン ク・ボンギル                                       | イタリア アルド・モンタノ エンリコ・ベレ ルイジ・セメレ ルカ・クラトリ                                           | ハンガリー アロン・シラギ アンドラス・サトマリ タマシュ・デチ チャナード・ゲーメシ                       |

## 廃止種目

### エペマスターズ
| 大会名    | 金                       | 銀                           | 銅                     |
| --------- | ------------------------ | ---------------------------- | ---------------------- |
| 1900 パリ | アルベール・アヤト (FRA) | エミール・ブーニョール (FRA) | アンリ・ローラン (FRA) |

### エペアマチュアマスターズ
| 大会名    | 金                       | 銀                       | 銅                 |
| --------- | ------------------------ | ------------------------ | ------------------ |
| 1900 パリ | アルベール・アヤト (FRA) | ラモン・フォンスト (CUB) | レオン・セー (FRA) |

### サーブルマスターズ
| 大会名    | 金                       | 銀                        | 銅                       |
| --------- | ------------------------ | ------------------------- | ------------------------ |
| 1900 パリ | アントニオ・コンテ (ITA) | イタロ・ サンテッリ (ITA) | ミラン・ネラリック (AUT) |

### フルーレマスターズ
| 大会名      | 金                             | 銀                                   | 銅                                       |
| ----------- | ------------------------------ | ------------------------------------ | ---------------------------------------- |
| 1896 アテネ | レオニダス・ピルゴス (GRE)     | ジョアンニ・ペロネ (FRA)             | 該当者なし                               |
| 1900 パリ   | リュシアン・メリニャック (FRA) | アルフォンス・キルショフェール (FRA) | ジャン＝バプティスト・ミミャギュー (FRA) |

### シングルスティック
| 大会名            | 金                                       | 銀                         | 銅                         |
| ----------------- | ---------------------------------------- | -------------------------- | -------------------------- |
| 1904 セントルイス | アルバートソン・ヴァン・ゾ・ポスト (CUB) | ウィリアム・オコナー (USA) | ウィリアム・グレーブ (USA) |